# حسن ستوده تهرانی
دکتر حسن ستوده تهرانی، در سال ۱۲۸۶ _۱۳۶۸در تهران به دنیا آمد. دوره ابتدایی و متوسطه را در تهران گذرانده و پس از دریافت دیپلم متوسطه، به مدرسه عالی حقوق و علوم سیاسی رفت و لیسانس قضایی خود را از این مدرسه گرفت.
در این زمان به خدمت در دادگستری دعوت شد و مدتی در پستهای قضایی فعالیت کرد. در سال ۱۳۰۷ (ش) به فرانسه رفت و پس از دریافت دیپلم عالی حقوق از مدرسه عالی علوم سیاسی پاریس، با ارائه پایان‌نامه‌ای تحت عنوان «تکامل اقتصادی ایران و عوامل آن» موفق به دریافت دکترای حقوق اقتصادی شد.

## دوره تدریس
پس از بازگشت به ایران، در اداره بروات تجارت خارجی بانک ملی شروع به کار کرد. در سال ۱۳۱۸ به عضویت کادر هیئت علمی دانشکده حقوق دانشگاه تهران درآمد. به موازات تدریس دانشگاهی، در دبیرستانهای تهران به ارائه دروس پول و بانکداری، حمل و نقل و بیمه می‌پرداخت.
در سال ۱۳۱۹ کرسی تاریخ دیپلماسی عمومی و در سال ۱۳۲۰ کرسی حقوق تجارت دانشکده حقوق را به دست آورد و تا پایان دوران خدمت خود به تدریس «حقوق تجارت» پرداخت.

## مسئولیت‌ها
وی مدتی نیز معاونت دانشکده حقوق را عهده‌دار بود، دکتر ستوده تهرانی ضمن عهده‌داری وظایف دانشگاهی، مشاغلی را نیز احراز کرد از جمله چندی مشاور حقوقی و رئیس اداره بررسی و آمار بانک کشاورزی بود. چندی هم عضویت هیئت مدیره شرکت سهامی بیمه را عهده‌دار و در ۱۳۳۲ در کابینه سپهبد زاهدی، به معاونت وزارت اقتصاد برگزیده شد و قریب یک سال و نیم در آن سمت بود

## تالیفات
دکتر ستوده تالیفاتی برای تدریس رشته تخصصی خود، از جمله سه جلد تاریخ دیپلماسی عمومی است که سال‌ها در دانشکده حقوق تدریس می‌شد.
- دوره تاریخ دیپلماسی عمومی (سه جلد)
- ترجمه قانون مدنی ایران به زبان فرانسه (با همکاری سید مصطفی عدل)[۳][۴]

## وفات
دکتر حسن ستوده تهرانی در سال ۱۳۶۸ (هجری شمسی) دارفانی را وداع گفت.